# Parafia Najświętszej Maryi Panny Królowej Polski w Olszewie-Borkach
Parafia pw. Najświętszej Maryi Panny Królowej Polski w Olszewie-Borkach – rzymskokatolicka parafia należąca do dekanatu Ostrołęka – Narodzenia NMP, diecezji łomżyńskiej, metropolii białostockiej. Parafię prowadzą księża diecezjalni.

## Historia
Parafia została erygowana 1 lipca 1993 roku przez biskupa łomżyńskiego Juliusza Paetza. Została wydzielona z terytorium parafii Nawiedzenia NMP w Ostrołęce. 

## Obszar parafii
W granicach parafii znajdują się miejscowości:

- Olszewo-Borki,
- Grabowo,
- Grądzik,
- Kordowo,
- Nakły,
- Nożewo,
- Stepna-Michałki,
- Stepna Stara,
- Żebry-Ostrowy 
(wraz z Żebry-Pieczyska),
- Dobrołęka (część).

## Kościół parafialny
Kościół pw. Najświętszej Maryi Panny Królowej Polski w Olszewie-Borkach.
Cmentarz
Parafia posiada cmentarz grzebalny położony we wsi Grabowo.